# Conrad Wilhelm Delius (Fabrikant)
Conrad Wilhelm Delius (* 7. September 1807 in Versmold; † 16. August 1897 in Versmold) war ein deutscher Textilunternehmer. 

## Leben
Sein Vater war der Kaufmann und Postmeister Johann Daniel Delius (1772–1837), seine Mutter war Caroline Delius, geborene Hertel. 
Im Jahr 1828 gründeten Delius und Daniel Haßfordt die Firma Conrad Wilhelm Delius & Co. in Versmold. Anfangs war das Unternehmen ein reines Handelshaus, das Segel- und Leinentuch aufkaufte und nach Holland und später insbesondere nach Nordamerika verkaufte. 
Seit 1837 begann das Unternehmen mit der Produktion, anfangs wurden Garne mit vorwiegend weiblichen Arbeitskräften hergestellt; 1840 errichtete er ein „Fabriklokal“ mit einer Spinnerei in Versmold, die 1844 mechanisiert wurde. Daneben blieb die protoindustrielle Herstellung im heimgewerblichen Verlagssystem bestehen. Letztere wurde immer stärker in das Gebiet des Königreichs Hannover verlagert, um so die Zollgebühren im Deutschen Zollverein zu umgehen. Delius hatte die Leinenherstellung so weit verbessert, dass sie nicht nur als Sack- oder Packleinen, sondern als Segeltuch verwandt werden konnte. Die Tuche aus Versmold und Umgebung wurden unter dem Namen Adler- oder Deliustuche vertrieben. Kunden waren auch die preußische und spanische Kriegsflotte. 
In den Jahren 1841 bis 1846 hieß das Unternehmen wegen eines neuen Teilhabers Anton Heinrich Delius & Conrad Wilhelm Delius & Co. Danach wieder bis 1907 Conrad Wilhelm Delius & Co.
Durch Nachfrage nach Waren von Delius blieben weite Teile des Kreises Halle (Westf.) von der Krise der heimindustriellen Textilindustrie ab den 1830er Jahren verschont. In den Krisenjahren zwischen 1845 und 1847 verwendete Delius einen Großteil seines Vermögens zum Kauf von Brotgetreide zu Gunsten seiner Beschäftigten, ohne aus dem Verkauf selbst damit Gewinn zu erzielen. 
Ab den 1850er Jahren nahm die Bedeutung des Heimgewerbes immer weiter ab. Der Sohn Heinrich Delius gründete in Versmold eine mechanische Spinnerei und Weberei. 
Als Folge der Zollgrenzen nahm der Export der Firma nach der Gründung des Deutschen Kaiserreiches immer weiter ab. Wichtiger wurde das Inlandsgeschäft. 
Delius war Kreisdeputierter. 1851 war er Teilnehmer am Provinziallandtag der Provinz Westfalen. Er war als Stellvertreter im Stand der Städte für den Wahlbezirk Minden-Ravensberg für die übrigen Städte gewählt worden. Ebenfalls als Stellvertreter wurde er 1847 für den Vereinigten Landtag und 1848 für die Frankfurter Nationalversammlung gewählt, wo er aber nicht teilnahm.
Conrad Wilhelm Delius wurde wegen seiner Verdienste um die gewerbliche Entwicklung zum Kommerzienrat ernannt.